# Xã Jefferson, Quận Washington, Pennsylvania
Xã Jefferson (tiếng Anh: Jefferson Township) là một xã thuộc quận Washington, tiểu bang Pennsylvania, Hoa Kỳ. Năm 2010, dân số của xã này là 1.162 người.